# Segregacija hromozoma
Segregacija hromozoma je stepen u ćelijskoj reprodukciji ili deobi, u kome se hromozomski parovi razdvajaju. U mitozi se formira kompletna kopija svakog hromozoma. U mejozi hromozomi svakog para migriraju u suprotnom smeru ćelije, te dolazi do razdvajanja gena radi formiranja gameta.

## Literatura
- Deppe, Carol (1993). Breed your own Vegetable Varieties. Little, Brown & Company. стр. 96—97. ISBN 978-0-316-18104-4.